# Taimyr-Mammut

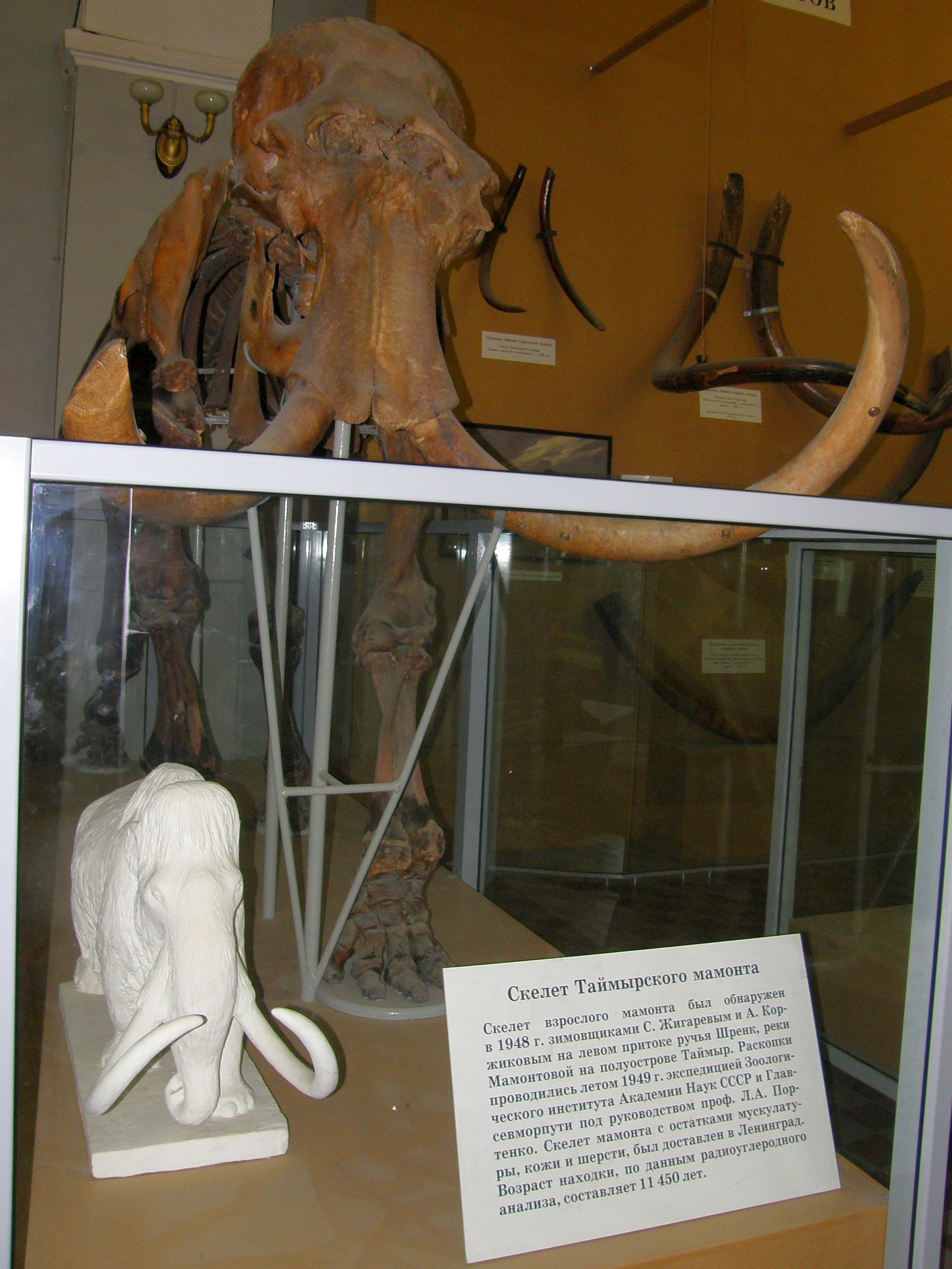
Das Taimyr-Mammut im Zoologischen Museum Sankt Petersburg

Das Taimyr-Mammut wurde 1948 auf der Taimyrhalbinsel in Sibirien gefunden. Sein vollständiges und gut erhaltenes Skelett war nach der Aufstellung das beste eines Wollhaarmammuts in einem sowjetischen Museum. Es ist heute der Neotypus von Mammuthus primigenius.

## Fundumstände
Im Herbst 1948 stießen S. Schigarew und A. Korschikow, zwei Mitarbeiter einer sowjetischen Polarstation, im Tal eines bis dahin namenlosen, heute Reka Mamonta (Mammutfluss) genannten Nebenflusses des Schrenk auf die Reste eines Wollhaarmammuts. Sie bargen einen Stoßzahn und schickten ihn an das Paläontologische Institut der Akademie der Wissenschaften der UdSSR. Im Mai 1949 verließ ein Erkundungstrupp Moskau, der den Kadaver sichten und seine Bergung vorbereiten sollte, aber so erfolgreich war, dass die vorgesehene Hauptexpedition entfallen konnte. Die vom Zoologen Leonid Portenko geleitete Expeditionsmannschaft bestand aus dem Botaniker Boris Tichomirow (1909–1976), dem Geologen Alexander Popow (1913–1993), vier wissenschaftlichen und technischen Assistenten und acht Arbeitern. Innerhalb von zwei Tagen flogen sie über Archangelsk zur Taimyrhalbinsel. Mit Raupenfahrzeugen fuhren sie zum knapp 200 Kilometer entfernten Fundort im Inneren der Halbinsel. Am 15. Juni begann die Ausgrabung des Kadavers. Zuerst wurde der Schädel mit dem verbliebenen Stoßzahn geborgen. Vom 10. Juli bis 5. August mussten die Grabungen pausieren, da der Fluss anschwoll und die Fundstelle überschwemmte. Bis Mitte August konnten alle Skelettteile ans Ufer gezogen werden. Sie wurden sorgfältig verpackt und erreichten Mitte Oktober 1949 zusammen mit Bodenproben und Pflanzenresten Leningrad.

## Befunde
Der gefundene Mammutkadaver besaß nur in geringem Umfang erhaltene Weichteile wie Muskeln, Haut und Haare. Das Skelett war aber weitgehend vollständig und wies nur wenige Beschädigungen auf. Es stammte von einem ausgewachsenen, 45 bis 50 Jahre alten Bullen, der 3,10 Meter lang und vom Boden bis zum Scheitel 2,50 Meter hoch war. Der rechte Stoßzahn war schon zu Lebzeiten des Tiers beschädigt. Er ist 1,85 Meter lang und wiegt 32 Kilogramm. Der linke Stoßzahn ist 2,25 Meter lang. Beschädigungen, die möglicherweise von einem Kampf stammen, wurden am rechten Schulterblatt gefunden. Mittels Radiokarbonanalyse wurde ein geologisches Alter des Fundes von 11.450±250 Jahren bestimmt.
Das Mammut befand sich bei seiner Auffindung nicht mehr in seiner ursprünglichen Lagerstätte. Das seinen Knochen anhaftende sandig-tonige Torfgestein war verschieden von dem Geröll, das an seinem Fundplatz am Flussufer präsent war. Die Bleichung seiner Haare deutet auf eine Lagerung in einer wässrigen Umgebung, etwa einem Sumpfbecken, hin. Offenbar hatte der Kadaver ursprünglich im Torf auf einer der höheren Flussterrassen gelegen, die erst relativ kürzlich vom Fluss unterspült worden war.
Eine Analyse der direkt am Skelett gefundenen Pflanzenreste ergab, dass es sich um Arten handelt, die auch in der heutigen Vegetation der Taimyrhalbinsel vertreten sind. Es handelt sich um Gefäßpflanzen wie Schmalblättriges Wollgras, Vierkantige Schuppenheide, Arktische Weide, Polar-Weide, die Silberwurzart Dryas punctata oder die Seggenart Carex hyperborea sowie verschiedene Laub- und Lebermoose.

## Rekonstruktion
Das Skelett des Taimyr-Mammuts wurde nach seiner Ankunft in Leningrad am Zoologischen Museum aufgebaut und als das beste in der Sowjetunion angesehen. Seitdem gehört es zur Dauerausstellung. Da das Typusmaterial von Johann Friedrich Blumenbachs Erstbeschreibung verloren gegangen war, wurde das Taimyr-Mammut auf Vorschlag von Wadim Garutt zum Neotypus von Mammuthus primigenius erklärt, was seiner Vollständigkeit, seinem guten Erhaltungszustand und seiner typischen Morphologie zu verdanken ist.